# Alexandra de Saxe-Cobourg-Gotha
Titres
Épouse du chef de la maison de Hohenlohe-Langenbourg
9 mars 1913 – 16 avril 1942
(29 ans, 1 mois et 7 jours)
Épouse du régent du duché de Saxe-Cobourg-Gotha
30 juillet 1900 – 19 juillet 1905
(4 ans, 11 mois et 19 jours)
Alexandra de Saxe-Cobourg-Gotha, née le 1er septembre 1878 au château de Rosenau à Cobourg et décédée le 16 avril 1942 à Schwäbisch Hall en Allemagne, est une princesse de Hohenlohe-Langenbourg par mariage.

## Biographie

### Enfance
Troisième fille et quatrième enfant d'Alfred Ier de Saxe-Cobourg-Gotha et de Maria Alexandrovna de Russie, petite-fille de la reine Victoria, la princesse Alexandra cousine avec tous les monarques européens. Elle est la sœur du prince héréditaire Alfred de Saxe-Cobourg-Gotha, mort sans postérité à l'âge de vingt-quatre ans, de Marie, reine de Roumanie, de Victoria-Mélita, grande-duchesse de Hesse puis de Russie et de Béatrice, duchesse de Galliera. Surnommée "Sandra" par son entourage, elle est baptisée sous le nom d'Alexandra Louise Olga Victoria le 2 octobre 1878 à Edinburgh Palace à Cobourg. Son parrain est son oncle maternel le grand-duc Alexis Alexandrovitch de Russie.
Durant son enfance, son père, occupé par sa carrière dans la Royal Navy puis par l'administration du duché de Saxe-Cobourg, prête peu d'attention à sa famille. C'est donc sa mère, parfois dure et distante, qui occupe la première place dans la vie d'Alexandra et de ses frères et sœurs. Tout au long de sa vie, Alexandra est éclipsée par ses deux sœurs aînées, elle est en effet considérée comme moins jolie et plus discrète que Marie et Victoria-Mélita.

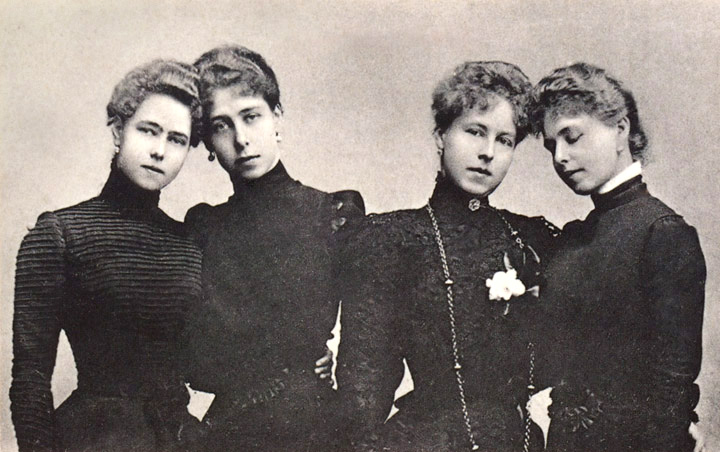
De gauche à droite : les princesses Béatrice, Victoria-Mélita, Alexandra et Marie vers 1900.

Alexandra passe son enfance en Angleterre, puis à Malte de 1886 à 1889, où son père sert dans la Royal Navy. En 1889, sa famille s'installe à Cobourg, son père étant l'héritier du duché de Saxe-Cobourg et Gotha.
En 1885, la princesse est demoiselle d'honneur au mariage de sa tante la princesse Béatrice du Royaume-Uni avec le prince Henri de Battenberg, elle est de nouveau demoiselle d'honneur en 1893 au mariage du duc et de la duchesse d'York .
Cette même année, son grand-oncle, le duc Ernest II de Saxe-Cobourg et Gotha meurt sans descendance et son père lui succède.

### Princesse de Hohenlohe-Langenbourg

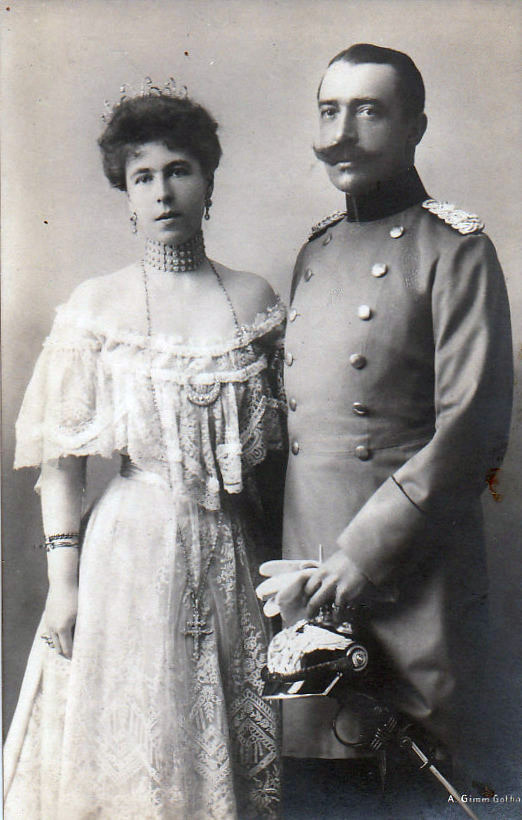
La princesse Alexandra et son époux vers 1900.

La grande-duchesse Maria Alexandrovna estime qu'il faut marier les filles jeunes, avant qu'elles ne commencent à penser par elles-mêmes. Ainsi, à la fin de l'année 1895, elle arrange les fiançailles d'Alexandra avec Ernest II de Hohenlohe-Langenbourg (1863-1950), fils du prince Hermann de Hohenlohe-Langenbourg et de Léopoldine de Bade. Les fiancés sont apparentés car le prince est le petit-fils de Théodora de Leiningen, demi-sœur de la reine Victoria. La grand-mère de la princesse, la reine Victoria, estime qu'elle est trop jeune pour se marier. Quant à son père, il désapprouve le statut de son futur gendre, issu d'une maison médiatisée, et considère l'union comme peu brillante. Les noces ont tout de même lieu le 20 avril 1896.
Cinq enfants naissent de cette union heureuse et harmonieuse :
- Gottfried de Hohenlohe-Langenbourg (1897-1960), en 1931, il épouse la princesse Marguerite de Grèce (1905-1981), fille du prince André de Grèce et d'Alice de Battenberg et sœur de Philip Mountbatten, dont postérité ;

- Marie Melita de Hohenlohe-Langenbourg (1899-1967), elle épouse, en 1916, Frédéric de Schleswig-Holstein, dont postérité ;

- Alexandra Béatrice de Hohenlohe-Langenbourg (1901-1963), célibataire ;

- Irma Hélène de Hohenlohe-Langenbourg (1902-1986), célibataire ;

- Alfred de Hohenlohe-Langenbourg (1911-1911)

Après le décès de son frère survenu le 6 février 1899 et celui de son père le 30 juillet 1900, son époux assure la régence du duché de Saxe-Cobourg-Gotha au nom de son cousin le duc Charles-Édouard de Saxe-Cobourg et Gotha.
Alexandra de Saxe-Cobourg-Gotha entreprend de nombreux voyages, notamment dans le sud de la France, où sa mère possède une ferme située près de Nice, en Roumanie où sa sœur Marie a épousé le prince héritier et en Suisse.
Après le décès de son beau-père en 1913, Ernest de Hohenlohe-Langenbourg et Alexandra de Saxe-Cobourg-Gotha s'installent avec leurs enfants au château de Langenbourg.
Au cours de la Première Guerre mondiale, son époux est infirmier volontaire sur le front. Alexandra de Saxe-Cobourg-Gotha s'engage dans la guerre, elle est infirmière auxiliaire à l'hôpital militaire de Cobourg.
Après la guerre et les bouleversements politiques survenus en Allemagne, le couple se retire de la vie publique.
Le 1er mai 1937, avec plusieurs de ses enfants, elle rejoint le parti nazi.
Alexandra de Saxe-Cobourg-Gotha meurt le 16 avril 1942 à Schwäbisch Hall en Bade-Wurtemberg.

## Titulature et distinctions

### Titulature
- 1878-1893 : Son Altesse Royale la princesse Alexandra d'Édimbourg
- 1893-1896 : Son Altesse Royale la princesse Alexandra de Saxe-Cobourg et Gotha
- 1896-1913 : Son Altesse Royale la princesse héréditaire Alexandra de Hohenlohe-Langenbourg
- 1913-1942 : Son Altesse Royale la princesse Alexandra de Hohenlohe-Langenbourg

### Distinctions
- 23 septembre 1878 : dame grand-croix de l'ordre de Sainte-Catherine
- 1897 : dame de l'ordre de la Couronne d'Inde
- Dame de l'ordre royal de Victoria et Albert, deuxième classe